# پرستوی شکم‌حنایی
پرستوی شکم‌حنایی (نام علمی: Cecropis badia) نام یک گونه از سرده پرستوهای حنایی است.